# Huta (powiat czarnkowsko-trzcianecki)
Huta – wieś w Polsce położona w województwie wielkopolskim, w powiecie czarnkowsko-trzcianeckim, w gminie Czarnków.
W latach 1954–1971 wieś należała i była siedzibą władz gromady Huta, po jej zniesieniu w gromadzie Czarnków. W latach 1975–1998 miejscowość należała administracyjnie do województwa pilskiego.
Przez miejscowość przebiega droga wojewódzka nr 178.

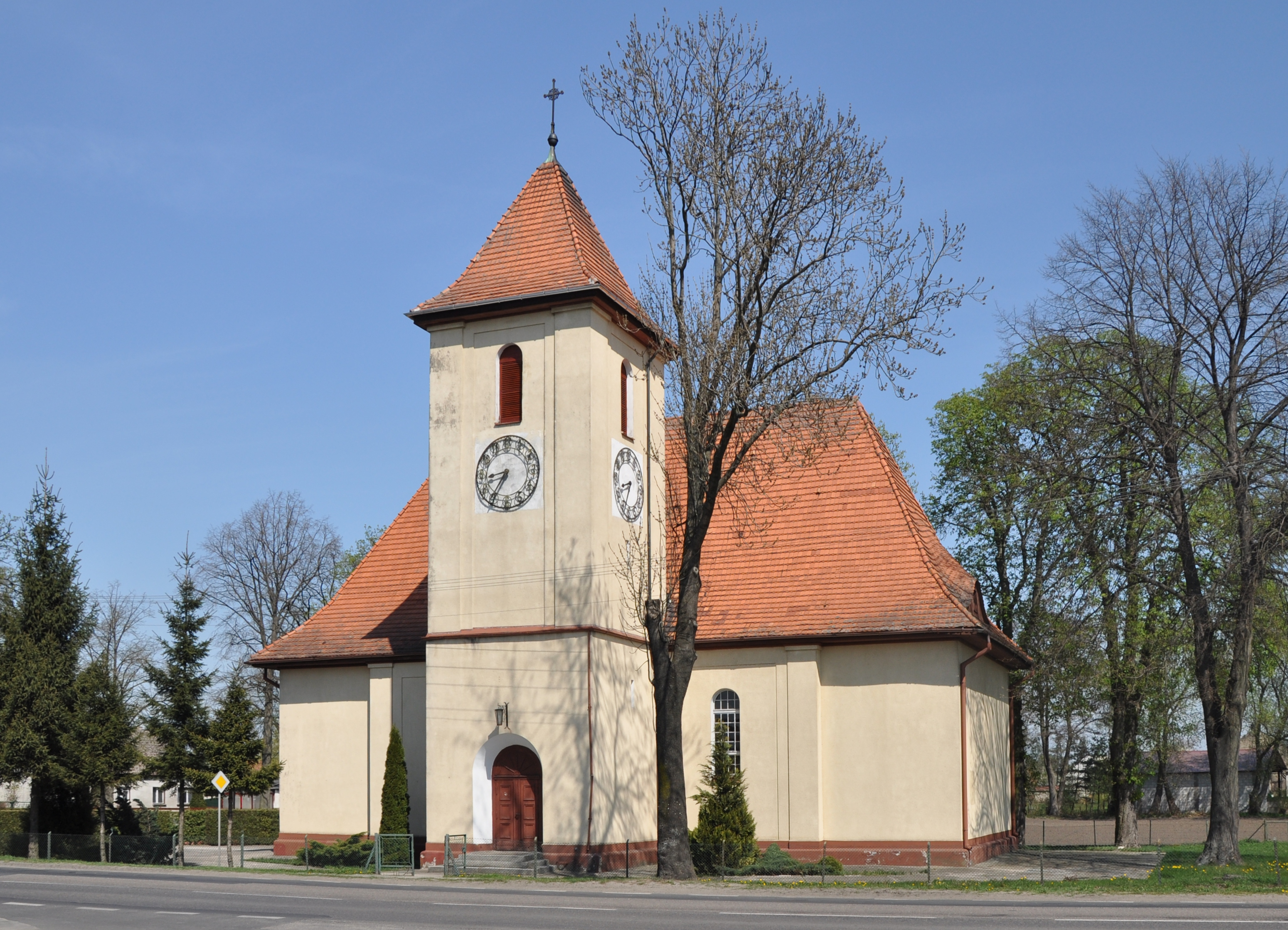
Kościół św. Antoniego Padewskiego

Wieś jest siedzibą Biblioteki Publicznej Gminy Czarnków. We wsi znajduje się także szkoła podstawowa.
W Hucie mieści się kościół filialny pw. św. Antoniego Padewskiego z około 1910 r., należący do parafii św. Andrzeja Boboli w Gębicach.
W Hucie znajdują się 3 sklepy, 2 bary, punkt apteczny, 2 pracownie fryzjerskie, przychodnia lekarska, gabinet stomatologiczny, prywatny gabinet ginekologiczny oraz pizzeria.